# Sheffield Shield
Sheffield Shield - coroczny międzystanowy turniej o mistrzostwo Australii w wielodniowej odmianie krykieta, zainaugurowany w 1892 roku. W sezonie 1999/2000 rozgrywki nosiły nazwę Pura Milk Cup, a w kolejnych ośmiu (do 2007/08) - Pura Cup.
Sheffield Shield to najbardziej prestiżowe krajowe zawody w Australii, a mecze w ich ramach zaliczane są do tzw. meczów pierwszoklasowych. Rozgrywane są zazwyczaj od października do marca, a uczestniczy w nich sześć stanów: Nowa Południowa Walia, Wiktoria, Australia Południowa (wszystkie od pierwszej edycji), Queensland (od sezonu 1926/27), Australia Zachodnia (od sezonu 1947/48) oraz Tasmania (od sezonu 1977/78). Podczas I i II wojny światowej turniej zawieszano.
Od sezonu 1927/28 mecze trwają maksymalnie 4 dni. Wcześniej grano bez ograniczeń, do osiągnięcia rezultatu. Od początku rozgrywek obowiązuje dwurundowy system każdy z każdym, a od sezonu 1982/83 dwie najlepsze ekipy w tabeli grają mecz o mistrzostwo, w którym wyżej notowanej drużynie wystarcza remis lub brak wyniku, by zdobyć tytuł.
Aktualnym mistrzem (sezon 2011/12) jest Queensland, a rekordzistą pod względem liczby tytułów jest Nowa Południowa Walia, która triumfowała 45-krotnie.

## Lista mistrzów
| Sezon   | Zwycięzca                                 |
| ------- | ----------------------------------------- |
| 1892/93 | Wiktoria                                  |
| 1893/94 | Australia Południowa                      |
| 1894/95 | Wiktoria                                  |
| 1895/96 | Nowa Południowa Walia                     |
| 1896/97 | Nowa Południowa Walia                     |
| 1897/98 | Wiktoria                                  |
| 1898/99 | Wiktoria                                  |
| 1899/00 | Nowa Południowa Walia                     |
| 1900/01 | Wiktoria                                  |
| 1901/02 | Nowa Południowa Walia                     |
| 1902/03 | Nowa Południowa Walia                     |
| 1903/04 | Nowa Południowa Walia                     |
| 1904/05 | Nowa Południowa Walia                     |
| 1905/06 | Nowa Południowa Walia                     |
| 1906/07 | Nowa Południowa Walia                     |
| 1907/08 | Wiktoria                                  |
| 1908/09 | Nowa Południowa Walia                     |
| 1909/10 | Australia Południowa                      |
| 1910/11 | Nowa Południowa Walia                     |
| 1911/12 | Nowa Południowa Walia                     |
| 1912/13 | Australia Południowa                      |
| 1913/14 | Nowa Południowa Walia                     |
| 1914/15 | Wiktoria                                  |
| 1915/16 | nie rozegrano z powodu I wojny światowej  |
| 1916/17 | nie rozegrano z powodu I wojny światowej  |
| 1917/18 | nie rozegrano z powodu I wojny światowej  |
| 1918/19 | nie rozegrano z powodu I wojny światowej  |
| 1919/20 | Nowa Południowa Walia                     |
| 1920/21 | Nowa Południowa Walia                     |
| 1921/22 | Wiktoria                                  |
| 1922/23 | Nowa Południowa Walia                     |
| 1923/24 | Wiktoria                                  |
| 1924/25 | Wiktoria                                  |
| 1925/26 | Nowa Południowa Walia                     |
| 1926/27 | Australia Południowa                      |
| 1927/28 | Wiktoria                                  |
| 1928/29 | Nowa Południowa Walia                     |
| 1929/30 | Wiktoria                                  |
| 1930/31 | Wiktoria                                  |
| 1931/32 | Nowa Południowa Walia                     |
| 1932/33 | Nowa Południowa Walia                     |
| 1933/34 | Wiktoria                                  |
| 1934/35 | Wiktoria                                  |
| 1935/36 | Australia Południowa                      |
| 1936/37 | Wiktoria                                  |
| 1937/38 | Nowa Południowa Walia                     |
| 1938/39 | Australia Południowa                      |
| 1939/40 | Nowa Południowa Walia                     |
| 1940/41 | nie rozegrano z powodu II wojny światowej |
| 1941/42 | nie rozegrano z powodu II wojny światowej |
| 1942/43 | nie rozegrano z powodu II wojny światowej |
| 1943/44 | nie rozegrano z powodu II wojny światowej |
| 1944/45 | nie rozegrano z powodu II wojny światowej |
| 1945/46 | nie rozegrano z powodu II wojny światowej |
| 1946/47 | Wiktoria                                  |
| 1947/48 | Australia Zachodnia                       |
| 1948/49 | Nowa Południowa Walia                     |
| 1949/50 | Nowa Południowa Walia                     |
| 1950/51 | Wiktoria                                  |
| 1951/52 | Nowa Południowa Walia                     |
| 1952/53 | Australia Południowa                      |
| 1953/54 | Nowa Południowa Walia                     |
| 1954/55 | Nowa Południowa Walia                     |
| 1955/56 | Nowa Południowa Walia                     |
| 1956/57 | Nowa Południowa Walia                     |
| 1957/58 | Nowa Południowa Walia                     |
| 1958/59 | Nowa Południowa Walia                     |
| 1959/60 | Nowa Południowa Walia                     |
| 1960/61 | Nowa Południowa Walia                     |
| 1961/62 | Nowa Południowa Walia                     |
| 1962/63 | Wiktoria                                  |
| 1963/64 | Australia Południowa                      |
| 1964/65 | Nowa Południowa Walia                     |
| 1965/66 | Nowa Południowa Walia                     |
| 1966/67 | Wiktoria                                  |
| 1967/68 | Australia Zachodnia                       |
| 1968/69 | Australia Południowa                      |
| 1969/70 | Wiktoria                                  |
| 1970/71 | Australia Południowa                      |
| 1971/72 | Australia Zachodnia                       |
| 1972/73 | Australia Zachodnia                       |
| 1973/74 | Wiktoria                                  |
| 1974/75 | Australia Zachodnia                       |
| 1975/76 | Australia Południowa                      |
| 1976/77 | Australia Zachodnia                       |
| 1977/78 | Australia Zachodnia                       |
| 1978/79 | Wiktoria                                  |
| 1979/80 | Wiktoria                                  |
| 1980/81 | Australia Zachodnia                       |
| 1981/82 | Australia Południowa                      |
| 1982/83 | Nowa Południowa Walia                     |
| 1983/84 | Australia Zachodnia                       |
| 1984/85 | Nowa Południowa Walia                     |
| 1985/86 | Nowa Południowa Walia                     |
| 1986/87 | Australia Zachodnia                       |
| 1987/88 | Australia Zachodnia                       |
| 1988/89 | Australia Zachodnia                       |
| 1989/90 | Nowa Południowa Walia                     |
| 1990/91 | Wiktoria                                  |
| 1991/92 | Australia Zachodnia                       |
| 1992/93 | Nowa Południowa Walia                     |
| 1993/94 | Nowa Południowa Walia                     |
| 1994/95 | Queensland                                |
| 1995/96 | Australia Południowa                      |
| 1996/97 | Queensland                                |
| 1997/98 | Australia Zachodnia                       |
| 1998/99 | Australia Zachodnia                       |
| 1999/00 | Queensland                                |
| 2000/01 | Queensland                                |
| 2001/02 | Queensland                                |
| 2002/03 | Nowa Południowa Walia                     |
| 2003/04 | Wiktoria                                  |
| 2004/05 | Nowa Południowa Walia                     |
| 2005/06 | Queensland                                |
| 2006/07 | Tasmania                                  |
| 2007/08 | Nowa Południowa Walia                     |
| 2008/09 | Wiktoria                                  |
| 2009/10 | Wiktoria                                  |
| 2010/11 | Tasmania                                  |
| 2011/12 | Queensland                                |